# Station Trimley
Trimley is een spoorwegstation van National Rail in Trimley St. Mary, Suffolk Coastal in Engeland. Het station is eigendom van Network Rail en wordt beheerd door Greater Anglia. 